# Juan Carlos Uder
Juan Carlos Uder, (Valentín Alsina, Buenos Aires; 24 de abril de 1927-14 de julio de 2020) fue un jugador argentino de baloncesto. Se consagró campeón del mundo junto a la Selección de básquetbol de Argentina al ganar el Campeonato Mundial de Baloncesto de 1950 disputado en Argentina.